# ミネルヴァ (フラ・バルトロメオ)

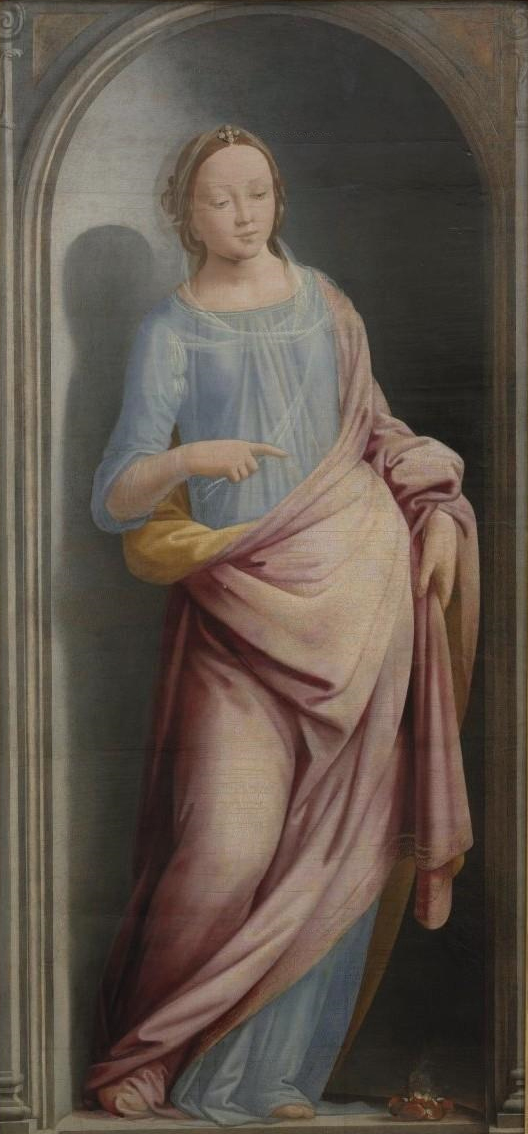
フラ・バルトロメオ『ポルキア』 (1490–1495年ごろ)

『ミネルヴァ』（仏: Minerve、英: Minerva）は、イタリア・ルネサンスの画家フラ・バルトロメオが1490–1495年ごろ、板上にテンペラで描いた絵画で、『ポルキア』 (ウフィツィ美術館) と対をなしている。作品は1945年以来、パリのルーヴル美術館の所有となっているが、現在、ルーヴル美術館ランス別館に展示されている。なお、ルーヴル美術館では作品の制作を16世紀前半としており、明確な制作年については触れていない。

## 帰属
作品は1942年にトゥールーズの骨董店で最初に記録されたが、当時はロレンツォ・コスタに帰属されていた。3年後、作品はフランスの国立美術館連合 (Réunion des Musées Nationaux) により無名のフランス人画家の作品として購入され、ルーヴル美術館の所有となった。その後、ペレアルへと帰属が変更され、ムラン美術館 (Musée de Moulins) に寄託されていた。
1963年、シャルル・ステルランは本作を調査し、ペレアルへの帰属を除外する代わりにエミリア派のルネサンス期の作品とした。ステルランはまた、作品を『ポルキア』  (当時は、『聖アグネス』、あるいはロレンツォ・ディ・クレディ周辺の画家かフランチャビージオの『受胎告知の聖母』とみなされていた)  と関連付けた最初の人物であった。ステルランは、ローマの中央修復研究所で『ポルキア』をたまたま見ていたのだった。 
1967年に『ミネルヴァ』は新たにフィレンツェの画家へと帰属されたが、この年にルーヴルの保管庫へと移された。1982年に作品は特別展に出品され、その際、シルヴィー・ベガン (Sylvie Béguin) により、青年時代のフラ・バルトロメオの作へと帰属がふたたび変更された。 しかし、その帰属が決定的に認められるまでには、1992年の「サン・マルコの庭園展 (Il Giardino di San Marco)」に作品が含まれるまで待たねばならなかった。

## 作品
女神のミネルヴァは彫像のように壁龕の中に配置され、自身のアトリビュート (特定化する事物) である兜、古典的鎧、槍、メドゥーサの顔のある盾、そして腰帯に付けられた剣を示している。ミネルヴァはジョヴァンニ・ボッカッチョの『名婦列伝』に1章を割り当てられ、ルネサンス期において知られていた。本作は、『ポルキア』とともに著名な女性たちに捧げられた連作のうちの1点であったと考えられている。本来、どのような場所のために制作されたかは知られていないが、おそらく個人邸宅の部屋を装飾するためであった可能性が高い。
人物は鑑賞者のほうに向けて足を一歩前に出して、壁龕から出てこようとしている。構図は非常に均整が取れており、強調された人物のボリューム感が画家の青年期を示す艶やかさと色彩の組み合わせにより達成されている。